# Římskokatolická farnost Olešnice na Moravě
Římskokatolická farnost Olešnice na Moravě je územní společenství římských katolíků s farním kostelem svatého Vavřince. Farnost je součástí boskovického děkanství v rámci brněnské diecéze. Do farnosti patří město Olešnice a obce Crhov, Kněževes, Křtěnov, Lhota u Olešnice, Rozsíčka a Ústup.

## Historie farnosti
Původní středověký farní kostel na náměstí byl zničen požárem roku 1827, v letech 1827–1839 na jeho místě s využitím části zdí byl vystavěn nový kostel. Věž je původně brána středověkého opevnění kostela (ve dvou spodních úrovních, pod omítkou dochován gotický lomený oblouk vjezdu). Zvýšena a upravena byla roku 1882. Hřbitovní kostel svatého Mikuláše je poprvé doložen na konci 16. století, přestavěn byl v letech 1723 a 1852.

## Duchovní

### Duchovní správci
Farářem byl od 1. září 2010 P. PaedDr. Pavel Lazárek. Toho od 1. srpna 2016 vystřídal jako administrátor R. D. Mgr. Tomáš Šíma. Ten se stal od 1. srpna 2020 farářem.

## Bohoslužby
| Kostel                                        | Místo    | Bohoslužba (den)                   | Hodina                                             | Poznámka        |
| --------------------------------------------- | -------- | ---------------------------------- | -------------------------------------------------- | --------------- |
| kostel svatého Vavřince                       | Olešnice | neděle pondělí středa pátek sobota | 8.00 7.00 17.30 (zimní čas)/18.30 (letní čas) 8.00 | farní kostel    |
| kostel svatého Mikuláše a Nejsvětější Trojice | Olešnice |                                    |                                                    | filiální kostel |

## Kněží – rodáci
Z farnosti pochází řada kněží augustiniánského řádu:
- Augustin Alois Neumann, OSA
- Augustin Emil Dorničák, OSA
- Ivan Josef Peša, OSA
- Josef Václav Holas, OSA

Olešnickým rodákem byl vyučující teologické fakulty v Olomouci, biblista Mons. prof. Ladislav Tichý. Ve farnosti slavil primiční mši svatou 5. července 2014 R. D. Karel Adamec.

## Aktivity farnosti
Den vzájemných modliteb farností za bohoslovce a bohoslovců za farnosti brněnské diecéze i Adorační den připadá na 8. ledna.
Farnost vydává vlastní časopis Společnou cestou. Aktivní je Misijní klubko děvčat, ministranti, schází se zde společenství mládeže i seniorů, pravidelně se koná modlitební setkávání matek a mužů, dětské mše svaté se konají v pátek.
Ve farnosti se pravidelně pořádá tříkrálová sbírka. V roce 2015 se při ní v Olešnici vybralo 30 724 korun. V roce 2017 činil její výtěžek v Olešnici 39 668 korun, ve Zbraslavci 14 764 korun.
Farnost každoročně pořádá farní ples.
Před začátkem adventní doby se v farnosti připravují perníkové adventní věnce. Dobrovolný příspěvek za jejich prodej je určen na misie.